# Kanaskat
Kanaskat az Amerikai Egyesült Államok északnyugati részén, Washington állam King megyéjében elhelyezkedő önkormányzat nélküli település.
Kanaskatban 1900-ban a gőzmozdonyok víztöltését biztosító létesítmény nyílt. A Northern Pacific Railway ugyanezen évben vasútállomást és munkásszállót létesített. 1944-ben a fatüzelésű kályha túlmelegedése miatt az állomás leégett, ezt ideiglenesen egy vasúti kocsival pótolták. A vasútállomás 1959-től téglaépületben működött.

## Fordítás
- Ez a szócikk részben vagy egészben  a   Kanaskat, Washington című angol Wikipédia-szócikk ezen változatának fordításán alapul.  Az eredeti cikk szerkesztőit annak laptörténete sorolja fel. Ez a jelzés csupán a megfogalmazás eredetét és a szerzői jogokat jelzi, nem szolgál a cikkben szereplő információk forrásmegjelöléseként.